# Drahіtjyn rajon
Drahitjynski rajon (belarusiska: Драгічынскі раён: Drahitjynski rajon), även Drogitjin rajon (ryska: Дрогичинский район: Drogitjinskij rajon) är ett distrikt i Belarus, med huvudort Drahitjyn, som ligger i  Brests voblast, i den västra delen av landet, 260 km sydväst om huvudstaden Minsk.